# Кайзер Чифс
«Кайзер Чифс» (англ. Kaizer Chiefs Football Club) — южноафриканский футбольный клуб из Йоханнесбурга, играющий в Премьер-лиге ЮАР. Является одним из самых популярных клубов в ЮАР — за него болеют около 16 миллионов человек в ЮАР и соседних странах.
Главное дерби — с Орландо Пайретс, за который основатель клуба Кайзер Мотаунг играл в начале своей карьеры.

## История
«Кайзер Чифс» был основан в 1970 году Кайзером Мотаунгом. Название клуба и его эмблема были заимствованы у Атланты Чифс, команды, за которую несколько лет играл Мотаунг. Другие основатели клуба — Жилбер Секгаби, Кларенс Млокоти, Чина Нгема и Еверт Нене.
Сезон 2001—2002 стал лучшим для «чифс». Тогда они выиграли Кубок ЮАР и Кубок Обладателей кубков КАФ.

## Достижения
- Кубок обладателей кубков КАФ — 1: 2001
- Премьер-лига ЮАР — 12: 1974, 1976, 1977, 1979, 1981, 1984, 1989, 1991, 1992, 2003/2004, 2004/2005, 2012/2013
- Кубок ЮАР — 5: 2002, 2004, 2005, 2007, 2013

## Интересные факты
- Английская инди-рок группа из города Лидс была названа в честь этого клуба[1].